# Matemática na Alemanha Nazista
A matemática no nacional-socialismo (Nazismo) era governada por políticas racistas nacionais-socialistas, como a Lei do Serviço Civil de 1933, que levou à demissão de muitos professores de matemática judeus e conferencistas em universidades alemãs. Durante esse tempo, muitos matemáticos judeus deixaram a Alemanha e assumiram cargos em universidades americanas. Os judeus haviam enfrentado discriminação em instituições acadêmicas antes de 1933, mas antes da ascensão nacional-socialista ao poder, alguns matemáticos judeus como Hermann Minkowski e Edmund Landau haviam alcançado sucesso e até mesmo sido nomeados para cátedras com o apoio de David Hilbert na Universidade de Göttingen .

## Universidade de Göttingen
Göttingen era, junto com Berlim, um dos dois principais centros de pesquisa matemática da Alemanha. Antes do governo nacional-socialista, a Universidade de Göttingen já tinha uma ilustre tradição matemática que incluía matemáticos ilustres como Gauss, Riemann, David Hilbert, Dirichlet, Hermann Minkowski e Felix Klein.
Abraham Fraenkel escreveu que Hilbert foi "o matemático mais importante do mundo" durante aqueles anos. Fraenkel escreve que Hilbert "sempre permaneceu livre de todos os preconceitos nacionais e racistas" e foi influenciado por dois matemáticos judeus, Adolf Hurwitz e Minkowski. Embora o preconceito contra a nomeação de judeus para cargos acadêmicos existisse antes da era nacional-socialista, Hilbert apoiou as nomeações bem-sucedidas de dois matemáticos judeus para cátedras: Minkowski em 1902 e Edmund Landau em 1909. Como o próprio Hilbert, Minkowski foi nomeado pela primeira vez por Felix Klein. Quando Klein se aposentou, Hilbert nomeou o matemático judeu alemão Richard Courant para substituí-lo, pois Courant mudou-se para a New York University em 1933, onde o Courant Institute of Mathematical Sciences leva o seu nome. Hilbert também apoiou Emmy Noether, uma judia cuja candidatura de pós-doutorado havia sofrido oposição, principalmente por causa de seu gênero, até mesmo por judeus.

Embora acadêmicos judeus tivessem sofrido preconceito antes de 1933, Hilbert apoiava os matemáticos judeus e apoiava seu avanço. Quando a Lei do Serviço Civil de 1933 determinou a demissão de judeus do serviço público, incluindo professores universitários e Privatdozent, Landau e Courant ainda estavam ensinando. Hermann Weyl, que sucedeu Hilbert em 1931, e Gustav Herglotz não eram de ascendência judaica. Weyl, cuja esposa era judia, decidiu aceitar um cargo no Instituto de Estudos Avançados de Princeton, nos Estados Unidos. Outros professores e conferencistas de escalão inferior incluíram Paul Bernays, Emmy Noether, Hans Lewy, Otto Neugebauer, Herbert Busemann, Werner Fenchel, Franz Rellich e Wilhelm Magnus.
Paul Bernays estava entre os estudiosos que tiveram de deixar seus cargos em Göttingen em 1933. Junto com Hilbert, Bernays foi coautor de um texto seminal sobre lógica matemática chamado Grundlagen der Mathematik. A colaboração no segundo volume dessa obra, publicada em 1939, continuou mesmo depois de 1933; a colaboração face a face cessou em algum momento de 1934, quando Bernays se mudou para Zurique. Otto Blumenthal, que se converteu ao protestantismo quando tinha 18 anos, perdeu sua posição na RWTH Aachen University.

## NSDAP
Em meados da década de 1930, políticas racistas nacionais-socialistas que limitavam a participação de matemáticos judeus foram impostas ao jornal alemão de matemática Zentralblatt für Mathematik. Ivan Niven identificou isso como um ponto de inflexão para o jornal, dizendo que começou a "deteriorar". Otto Neugebauer, que foi uma figura chave na fundação da Zentralblatt, mudou-se para os Estados Unidos e assumiu um cargo na Brown University. Com sua experiência, um novo jornal de revisão, Mathematical Reviews, foi estabelecido nos Estados Unidos. Durante os anos de governo nacional-socialista, muitas aulas nas universidades alemãs começavam com uma saudação romana, uma prática que Erich Hecke se recusou a implementar em sua sala de aula.
Mesmo antes da ascensão de Hitler ao poder, alguns matemáticos já haviam emigrado para os Estados Unidos por vários motivos. John von Neumann havia assumido um cargo no Instituto de Tecnologia da Califórnia em 1929 porque sentia que o anti-semitismo na Alemanha estava afetando sua carreira. Em 1933, von Neumann tinha um cargo em Princeton ; embora tivesse mantido laços com a Alemanha até então, ele cancelou suas palestras programadas em Berlim depois que Hitler se tornou chanceler. Outros primeiros emigrantes da Alemanha incluíram Theodor Estermann, Hans Freudenthal, Eberhard Hopf, Heinz Hopf, Herman Müntz, Wilhelm Meyer e Abraham Plessner. Alguns emigraram para os Estados Unidos, outros para países europeus; Heinz Hopf passou os anos do regime nacional-socialista em Zurique, na Suíça. Hans Rademacher obteve um cargo na Universidade da Pensilvânia depois de ser demitido da Universidade de Breslau pelos nacionais-socialistas.
Em 1933, quando Hitler chegou ao poder, os seguintes topólogos ocuparam cargos em universidades alemãs: Max Dehn, Herbert Seifert, Hans Freudenthal, Hellmuth Kneser, Georg Feigl, Kurt Reidemeister, William Threlfall, Heinrich Tietze, Hermann Künneth, Leopold Vietoris e Felix Hausdorff.

## Deutsche Mathematik
A revista Deutsche Mathematik, publicada entre 1936-1943, foi editada por Theodor Vahlen e Ludwig Bieberbach. Bieberbach foi um ilustre matemático que ensinou pela primeira vez em Königsberg em 1910, mudando-se para Basel em 1913 e Berlim em 1921; Ferdinand Georg Frobenius o chamou de "o matemático mais perspicaz e penetrante de sua geração". Embora Bieberbach tivesse se defendido com ideias formalistas nos primeiros anos de sua carreira, na década de 1920 ele se tornou um crítico do formalismo de Hilbert. Nos últimos anos, durante o domínio nacional-socialista, Bieberbach se tornou um forte defensor da "arianização" da matemática. A ideologia nacional-socialista sobre a matemática determinou que a "matemática ariana" enfatizaria a matemática geométrica e a teoria da probabilidade. A axiomática abstrata foi denunciada como "franco-judia". Felix Klein, que já havia falecido, tornou-se um modelo involuntário da matemática ariana. David Hilbert e Richard Dedekind também foram aceitos, embora seu trabalho não se encaixasse no molde ariano. Bieberbach, por sua vez, condenou a teoria dos conjuntos cantoriana e a teoria da medida como não-germânicas. Até a álgebra abstrata era suspeita.